# Daniel Popescu
Pour les articles homonymes, voir Popescu.
Ilie Daniel Popescu (né le 1er juin 1983 à Reșița) est un gymnaste artistique roumain.

## Carrière sportive
Médaillé de bronze par équipes aux Jeux olympiques d'été de 2004, Daniel Popescu est également médaillé d'argent par équipes aux Championnats d'Europe 2006, médaillé d'argent au saut de cheval aux Mondiaux de 2007, et médaillé de bronze en saut de cheval et au concours par équipes aux Championnats d'Europe 2008.